# Королевская каталонская академия изящных искусств Сант-Жорди
Королевская Каталонская академия изящных искусств Сант-Жорди (кат. Reial Acadèmia Catalana de Belles Arts de Sant Jordi, исп. Real Academia de Bellas Artes de Sant Jordi) — художественная академия имени Святого Георгия в Барселоне.

## История
Первоначально известная как Школа творчества (Escola Gratuïta de Disseny), академия Сант-Жорди была основана Торговым советом Барселоны в 1775 году. Кроме живописцев, здесь бесплатно обучались будущие скульпторы и архитекторы. С 1849 года школа подчинялась «Совету провинциальных академий изящных искусств Испании». В 1900 году она стала независимым учреждением (королевский указ от 8 июля 1892 года). В 1930 году академия утратила ранг провинциальной академии и с тех пор официально признана академией искусств Каталонии.
В настоящее время Королевская академия изящных искусств Сант-Жорди, в которой, кроме изобразительных искусств преподают и музыку, подразделяется на факультет искусств Барселонского университета и Школу прикладного искусства Лотья (Escola de la Llotja). При Академии находится богатейшее собрание каталонской и испанской живописи и графики.

## Функции и задачи
Основными направлениями деятельности академии являются:
- выполнение и продвижение научных исследований по изобразительному искусству в Каталонии
- сотрудничество, в соответствии с законами Испании, по вопросам оценки, реставрации, защиты и сохранения объектов изобразительного искусства
- планирование и проведение мероприятий (курсы, конференции, выставки, конкурсы, концерты) по изучению изобразительного искусства
- входить в состав академического сообщества или осуществлять консультации с органами государственного управления и частными корпорациями по вопросам, связанными с изобразительным искусством
- сохранять, изучать, дополнять и распространять изобразительное наследие (коллекции живописи, рисунка, скульптуры, гравюры)
- сохранение и классификация объектов изобразительного искусства в библиотеке и архиве академии, предоставление доступа к ним ученого сообщества[3].

## Состав академии
В состав входят 41 академик (почетные академики, члены-корреспонденты академии и внештатные академики), из числа которых избирают руководство академией сроком на 6 лет. Руководство осуществляет:
- Президент — Хосеп Мунтаньола и Торнберг
- Вице-президент
- Генеральный секретарь — Мария дель Риполь Фрейша и Серра
- Казначей — Изабель Кампи и Валлс
- Главный хранитель
- Библиотекарь — Бонавентура Бассегода и Хугас[4].

## Структура академии
В структуре академии входят пять отделений по архитектуре, живописи, скульптуре, музыке и декоративно-прикладному искусству.

### Музей
Музей академии является прямым продолжателем одного из первых художественных музеев, существовавших в Каталонии в 1775 году. Первоначально музей создавался в педагогических целях ( для коллекционирования произведений, которые ученики будут использовать в качестве образца). Также в нем хранились работы учеников-победителей и пенсионеров. Коллекция музея расширялась за счет средств, поступающих от церквей и монастырей, а также за счет приобретений и различных пожертвований. Академия взяла на себя управление музеем в 1850 году.
Музей Академии - это центр каталонского искусства XVIII и XIX веков. В нем хранятся работы — Пьера Миньяра, Онорио Маринари, Дамиа Кампени, Антонио Соларио, Хосепа Флажье, Клаудио Лоренсале, Мариано Фортуни, Луиса Ригальта, Пелегрина Клаве, Рамона Марти-и-Альсина, Антони Каба, Хосепа Камарона, Хосепа Вергара, Мариано Сальвадора Маэллы, Висенте Лопеса, Федерико де Мадрасо и других. Представлены как жанры, так и тематика, преобладающие в искусстве неоклассицизма, каталонского романтизма и реализма: мифология и история, религия, портреты, пейзажи.
Также представлены современные работы нынешних членов академии. В период с 1999 по 2002 год академия издала каталоги собраний живописи и скульптуры музея.

### Библиотека
Библиотека содержит коллекцию из 15.700 документов об искусстве (картины, скульптуры, архитектура, графика, музыка, гравюры и декоративное искусство). Имеется собрание каталогов, листовок и периодических изданий об искусстве.Также хранится библиографический архив некоторых академиков. Большинство изданий датируются XIX и XX веками.

### Архив
Академия содержит архивы:
- школ изящных искусств и прикладных искусств (1850-1845)
- королевской академии (с 1850 г. по настоящее время)
- комиссии провинциальных памятников (1844-1883)
- комиссии по оценке экспортных предметов искусства (1922-1936)
- фотоархив памятников и произведений искусства (XIX век)

Наиболее ценными документами являются приемные книги училища, в которых можно найти информацию об академической подготовке художников XIX и XX веков, а также сведения о художниках конца XVIII века. Также в архиве хранятся протоколы академии и школы.